# Norrby landskommun
Norrby landskommun var en tidigare kommun i Västmanlands län.

## Administrativ historik
Den inrättades i Norrby socken i Simtuna härad när 1862 års kommunalförordningar trädde i kraft den 1 januari 1863 och upphörde vid kommunreformen 1952, då den gick upp i Tärna landskommun.
Området tillhör sedan 1971 Sala kommun.

## Politik

### Mandatfördelning i Norrby landskommun 1938-1946
| 5 | 11 | 3 | 1 |

| 20 |

| 5 | 5 | 10 |

| 20 |

| 5 | 3 | 12 |

| 18 |